# Équipe de Mongolie de football
Maillots
L'équipe de Mongolie de football est une sélection des meilleurs joueurs mongols sous l'égide de la Fédération de Mongolie de football.

## Histoire
La Mongolie n'a disputé que peu de matchs internationaux au cours de son histoire. Lors des éliminatoires pour la Coupe du monde de football de 2002, l'équipe nationale a participé pour la première fois à une phase de qualification. Après avoir perdu ses cinq premiers matchs, la Mongolie a fini par obtenir un match nul 2-2 contre le Bangladesh. Elle a fini dernière de son groupe, remporté par l'Arabie saoudite.
Entre 1960 et 1998, l'équipe de Mongolie n'a disputé aucun match international.
La Mongolie a encaissé sa plus large défaite en 1998 lorsqu'elle a perdu 0-15 contre l'Ouzbékistan. Le premier tour préliminaire des qualifications pour la Coupe du monde de football de 2006 a vu la Mongolie se faire éliminer par les îles Maldives 1-0 et 12-0.
La Mongolie réussit pour la première fois de son histoire à franchir le seuil du premier tour des qualifications pour un Mondial à l'occasion des éliminatoires de la Coupe du monde 2022, en sortant Brunei (3-2 en score cumulé ; victoire 2-0 à l'aller à domicile, défaite 1-2 à l'extérieur au retour). La sélection, placé dans le groupe F lors du 2e tour en compagnie de la Birmanie, du Tadjikistan, du Kirghizistan et du Japon ; signe ensuite un nouveau succès historique en battant à domicile la Birmanie pour son entrée en lice (1-0), ce qui constitue une première en phase de groupes. Les Mongols sont néanmoins battus lors des 4 matchs suivants et pointent provisoirement à la dernière place du groupe F avec 3 points à 3 journées du terme des éliminatoires ; avant d'essuyer deux nouveaux revers en mars 2021, dont une déroute face au Japon (0-14), ce qui constitue par ailleurs la deuxième plus lourde défaite de l'histoire de la sélection et élimine mathématiquement la Mongolie de la course à la qualification. La Mongolie achève ces qualifications avec les honneurs, en signant un exploit contre le Kirghizistan (1-0) lors de son dernier match, évitant ainsi la dernière place du groupe aux dépens de la Birmanie avec un total de 6 points (2 victoires pour 6 défaites en 8 rencontres). Cette victoire a permis à l'équipe nationale de participer aux éliminatoires de la Coupe d'Asie de l'AFC 2023 au troisième tour, où elle n'a obtenu qu'une seule victoire, contre le Yémen. En mars 2023, la Mongolie a enregistré le meilleur classement de son histoire au sein de la FIFA, à savoir le 183e rang.

## Sélection actuelle
Mis à jour le 25 juillet 2024
| N°         | Nom                      | Date de naissance | Sélections (buts) | Club             |
| ---------- | ------------------------ | ----------------- | ----------------- | ---------------- |
| Gardiens   |                          |                   |                   |                  |
| 12         | Ariunbold Batsaikhan     | 3 avril 1990      | 12 (0)            | Khangarid        |
| 22         | Tsenguun Khandaa         | 25 novembre 2002  | 0 (0)             | SP Falcons       |
| 1          | Monkh-Erdene Enkhtaivan  | 17 octobre 1995   | 12 (0)            | Ulaanbaatar      |
| Défenseurs |                          |                   |                   |                  |
| 19         | Dolgoon Amaraa           | 20 février 2001   | 14 (1)            | Ulaanbaatar      |
| 3          | Uuganbat Bat-Erdene      | 9 février 1997    | 3 (0)             | Deren            |
| 4          | Khashchuluun Naranbaatar | 5 août 2004       | 3 (0)             | Deren            |
| 17         | Bayartsengel Purevdorj   | 26 janvier 1997   | 7 (0)             | Khangarid        |
| 13         | Filip Anderson           | 13 février 2003   | 3 (0)             | Ulaanbaatar      |
| 8          | Bat-Orgil Gerelt-Od      | 23 janvier 2002   | 9 (0)             | Ulaanbaatar      |
| 14         | Monkh-Orgil Orkhon       | 30 janvier 1999   | 11 (0)            | Deren            |
| Milieux    |                          |                   |                   |                  |
| 11         | Batbaatar Amgalanbat     | 21 janvier 2001   | 3 (0)             | Ulaanbaatar      |
| 6          | Tsogtbayar Batbayar      | 8 juillet 2001    | 5 (0)             | ASK Köflach      |
| 23         | Gan-Erdene Erdenebat     | 24 août 2005      | 1 (0)             | Deren            |
| 7          | Uuganbayar Purevsuren    | 9 octobre 2001    | 5 (0)             | Ulaanbaatar      |
| 18         | Batmonkh Baljinnyam      | 10 décembre 1999  | 5 (0)             | -                |
| 20         | Monkh-Erdene Batkhuyag   | 9 février 1991    | 3 (0)             | -                |
| -          | Gantogtokh Gantuya       | 14 mai 1998       | 3 (0)             | Ulaanbaatar      |
| 2          | Monkhbaatar Togoo        | 20 novembre 1999  | 12 (0)            | Khoromkhon       |
| Attaquants |                          |                   |                   |                  |
| 10         | Namsrai Baatartsogt      | 21 novembre 1998  | 6 (0)             | SP Falcons       |
| 15         | Mijiddorj Oyunbaatar     | 22 août 1996      | 14 (1)            | Ulaanbaatar      |
| 16         | Temuulen Zayat           | 10 décembre 2003  | 7 (0)             | Khangarid        |
|            | Tuguldur Gantogtokh      | 19 janvier 2005   | 2 (0)             | České Budějovice |
|            | Temulen Uuganbat         | 7 mai 2005        | 4 (0)             | Deren            |

## Classement FIFA
| Année              | 1998 | 1999 | 2000 | 2001 | 2002 | 2003 | 2004 | 2005 | 2006 | 2007 | 2008 | 2009 | 2010 | 2011 | 2012 | 2013 | 2014 | 2015 | 2016 | 2017 | 2018 | 2019 | 2020 | 2021 | 2022 | 2023 |
| ------------------ | ---- | ---- | ---- | ---- | ---- | ---- | ---- | ---- | ---- | ---- | ---- | ---- | ---- | ---- | ---- | ---- | ---- | ---- | ---- | ---- | ---- | ---- | ---- | ---- | ---- | ---- |
| Classement mondial | 196  | 198  | 196  | 187  | 193  | 179  | 185  | 179  | 181  | 178  | 192  | 171  | 182  | 168  | 179  | 181  | 194  | 201  | 198  | 187  | 188  | 190  | 190  | 184  | 183  | 190  |

## Parcours international

### Parcours enCoupe du monde
| Année | Position     |      | Année             | Position |                   | Année | Position |
| 1930  | Non inscrite | 1974 | Non inscrite      | 2010     | Tour préliminaire |       |          |
| 1934  | Non inscrite | 1978 | Non inscrite      | 2014     | Tour préliminaire |       |          |
| 1938  | Non inscrite | 1982 | Non inscrite      | 2018     | Tour préliminaire |       |          |
| 1950  | Non inscrite | 1986 | Non inscrite      | 2022     | Tour préliminaire |       |          |
| 1954  | Non inscrite | 1990 | Non inscrite      | 2026     | Tour préliminaire |       |          |
| 1958  | Non inscrite | 1994 | Non inscrite      | 2030     | À venir           |       |          |
| 1962  | Non inscrite | 1998 | Non inscrite      | 2034     | À venir           |       |          |
| 1966  | Non inscrite | 2002 | Tour préliminaire |          |                   |       |          |
| 1970  | Non inscrite | 2006 | Tour préliminaire |          |                   |       |          |

### Parcours enCoupe d'Asie
| Année | Position     |      | Année             | Position |                   | Année | Position |
| 1956  | Non inscrite | 1984 | Non inscrite      | 2011     | Tour préliminaire |       |          |
| 1960  | Non inscrite | 1988 | Non inscrite      | 2015     | Tour préliminaire |       |          |
| 1964  | Non inscrite | 1992 | Non inscrite      | 2019     | Tour préliminaire |       |          |
| 1968  | Non inscrite | 1996 | Non inscrite      | 2023     | Tour préliminaire |       |          |
| 1972  | Non inscrite | 2000 | Tour préliminaire | 2027     | Tour préliminaire |       |          |
| 1976  | Non inscrite | 2004 | Tour préliminaire |          |                   |       |          |
| 1980  | Non inscrite | 2007 | Non inscrite      |          |                   |       |          |

### Parcours enCoupe d'Asie de l'Est
- 2003 : Tour préliminaire
- 2005 : Tour préliminaire
- 2008 : Tour préliminaire
- 2010 : Tour préliminaire
- 2013 : Suspendue
- 2015 : Tour préliminaire
- 2017 : Tour préliminaire
- 2019 : Tour préliminaire
- 2022 : Ne participe pas
- 2025 : Tour préliminaire

### Parcours enAFC Challenge Cup
- 2006 : Non inscrite
- 2008 : Non inscrite
- 2010 : Tour préliminaire
- 2012 : Tour préliminaire
- 2014 : Tour préliminaire

## Sélectionneurs
- 1958-1960 :  Pavel Aleksandrovitch Sevastyanov
- 1995-1998 :  Lkhamsuren Dorjsuren
- 1999-2000 :  Luvsandorj Sandagdorj
- 2000-2011 :  Ishdorj Otgonbayar
- 2011-2014 :  Erdenebat Sandagdorj
- 2014-2015 :  Vojislav Brazulik
- Janvier 2015-2016 :  Sanjmyataviin Purevsukh
- Mai 2016 :  Zorigtyn Battulga
- Octobre 2016-janvier 2017 :  Toshiaki Imai
- janvier 2017-janvier 2020 :  Michael Weiss
- janvier 2020-septembre 2020 :  Vojislav Bralušić (intérim)
- septembre 2020-avril 2021 :  Rastislav Božik
- avril 2021-décembre 2021 :  Shuichi Mase
- décembre 2021-août 2024 :  Ichiro Otsuka
- depuis août 2024 :  Bayasgalan Garidmagnai